# Jerry Sanders

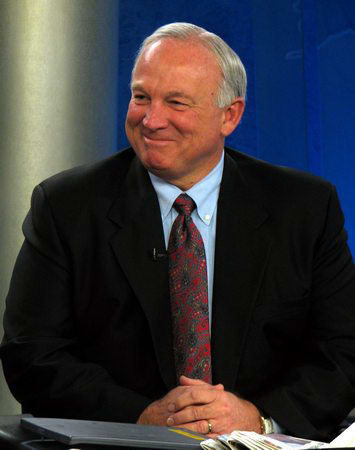
Jerry Sanders (2007)

Gerald Robert „Jerry“ Sanders (* 14. Juli 1950 in San Pedro, Kalifornien) ist ein US-amerikanischer Politiker der Republikanischen Partei. Vom 5. Dezember 2005 bis zum 3. Dezember 2012 war er Bürgermeister der Stadt San Diego.

## Karriere

### Persönliches
Jerry Sanders wurde 1950 in San Pedro, einem Ortsteil von Los Angeles, geboren. Er besuchte die San Diego State University. Sanders ist verheiratet und hat zwei Kinder, Lisa und Jamie.

### Bei der Polizei von San Diego
Während seines letzten Jahres auf der Universität wurde Sanders Polizist beim San Diego Police Department. Er war 26 Jahre lang bei der Polizei, von 1973 bis 1999, davon ab 1993 als Polizeipräsident. Während seiner Amtszeit als Polizeipräsident ging die Kriminalitätsrate um mehr als 40 % zurück.

### Bürgermeister
Jerry Sanders wurde am 8. November 2005 mit einer Mehrheit von 54 % der Stimmen als Nachfolger des zurückgetretenen Dick Murphy zum Bürgermeister von San Diego gewählt. Seine Gegenkandidatin war Donna Frye. Am 19. September 2007 gab er seinen Widerstand gegen die Anerkennung homosexueller Partnerschaften abrupt auf. Als Grund nannte er in einer Rede, dass er seiner lesbischen Tochter nicht erklären könnte, warum ihre Beziehung weniger Wert als die einer heterosexuellen Beziehung sein sollte.
Im Jahr 2008 gelang ihm gegen Steve Francis die Wiederwahl für eine zweite Amtsperiode. 2012 durfte er aufgrund einer Amtszeitenbeschränkung nicht erneut kandidieren; sein Nachfolger wurde der Demokrat Bob Filner.